# Alfredo Pitalua
Alfredo Pitalua (ur. 17 grudnia 1955 r.) – kolumbijski bokser kategorii lekkiej.

## Kariera zawodowa
Jako zawodowiec zadebiutował 23 października 1972 r., nokautując w debiucie Lorenzo Torresa. Do 1975 r. stoczył jeszcze 7 walk, 5 wygrywając oraz doznając dwóch porażek. W tym roku przeprowadził się do Meksyku, gdzie trenował i podejmował kolejnych przeciwników na ringu. Dobra passa Kolumbijczyka do 1978 r. doprowadziła go do pojedynku o mistrzostwo świata kategorii lekkiej.
17 kwietnia 1979 r., rywalem Pitaluy był Brytyjczyk Jim Watt, mistrz WBC. Walka została zakontraktowana na 15. rund i odbyła się w Glasgow. Pojedynek był bardzo wyrównany, obydwoje dążyli do wymian w półdystansie. W 12. rundzie obydwoje nastawili się już tylko na wymiany, a po jednej z nich sędzia postanowił przerwać pojedynek, widząc niepewne zachowanie Kolumbijczyka i ogłosił zwycięstwo Watta przez techniczny nokaut. Po tej porażce Pitalua stoczył jeszcze 7 pojedynków, wygrywając zaledwie jeden. Ostatni pojedynek stoczył 25 lipca 1981 r.